# Jean-Pierre Tempet
Jean-Pierre Tempet (Humbercourt, 31 agosto 1954) è un ex calciatore francese, di ruolo portiere.

## Carriera

### Nazionale
Ha collezionato cinque presenze con la propria nazionale.

## Palmarès

### Club

#### Competizioni nazionali
- Campionato francese di seconda divisione: 1

Lens: 1972-1973 (girone A)

#### Competizioni internazionali
- Coppa Piano Karl Rappan: 1

Lens: 1978